# Lijst van rivieren in La Massana
Dit is een alfabetische lijst van rivieren in de Andorrese parochie La Massana. De rivieren zijn geordend op basis van de relevante woorden in hun naam; Allau, Barranc, Canal, Riu en Torrent en eventuele meteen daaropvolgende voorzetsels en lidwoorden zijn dus genegeerd.
Hoewel alle rivieren van enig belang zijn opgenomen, is deze lijst onvolledig. Zie de afzonderlijke lemma's over de rivieren voor lijsten van directe en indirecte zijrivieren per rivier.

## A
- Canal dels Agrels
- Canal de l'Alt (Arinsal)
- Canal de l'Alt (Sispony)
- Canals de l'Alt
- Riu d'Arinsal
- Riu de l'Aspra
- Canal de l'Avet

## B
- Riu del Bancal Vedeller
- Canal dels Banys
- Riu de la Bixellosa
- Canal dels Boïgals
- Canal de les Boïgues
- Canal del Bosc de Coma

## C
- Torrent dels Càcols
- Canal de Cantallops
- Barranc del Carcabanyat
- Riu del Cardemeller
- Canal Carnissera
- Canal de les Casasses
- Canal de la Castelleta
- Torrent de la Cauba
- Canal de les Claperes
- Riu de les Claperes
- Barranc del Clot de les Deveses
- Canal de les Codelles
- Canal del Coll de les Cases
- Canal del Coll de Turer
- Riu de Comapedrosa
- Riu de Comallemple
- Canal del Corb
- Riu dels Cortals
- Canal del Cortal Vell
- Canal de la Costa de l'Avier
- Riu del Cubil

## E
- Riu de l'Estany Negre

## F
- Canal de les Fijoles
- Canal de la Font
- Riu de Font Amagada
- Barranc de la Font Antiga
- Canal de la Font de Gambada
- Canal de la Font de l'Angleveta
- Canal de la Font del Boix
- Canal de la Font del Llop

## G
- Riu de Galliner
- Canal Gran (Arinsal)
- Canal Gran (Escàs)
- Canal Gran Callisa de Palomer

## H
- Riu dels Hortons

## I
- Canal de l'Isard

## J
- Canal del Jou

## L
- Barranc del Llempo
- Canal dels Llomassos
- Canal de les Llongues
- Canal de la Llosa
- Canal del Lloset

## M
- Canals Males
- Canal de Maria
- Allau del Mas
- Canal de la Mata
- Riu de Montmantell
- Riu Muntaner

## O
- Canal de l'Obaga de l'Óssa
- Canal de les Obagues

## P
- Riu de Padern
- Riu de Pal
- Canal de Palomer
- Canal de la Peça Rodona
- Canal de Pesada
- Canal dels Picons
- Canal de la Pixistella
- Riu del Pla de l'Estany
- Riu Pollós
- Canal del Port
- Riu del Port Dret
- Canal del Port Vell
- Riu del Prat del Bosc
- Canal Pregona (Arinsal)
- Canal Pregona (Escàs)

## R
- Torrent Ribal
- Torrent de Ribassols
- Torrent del Ruïder

## S
- Riu Sec
- Riu de Serrana
- Canal de Serrats
- Riu del Sola
- Canal del Solà de les Comes
- Riu del Solanyó

## T
- Canal del Teixó
- Canal del Terrer Roig

## V
- Valira del Nord
- Canal de les Veces
- Canal de la Vinya